# Redemptor hominis

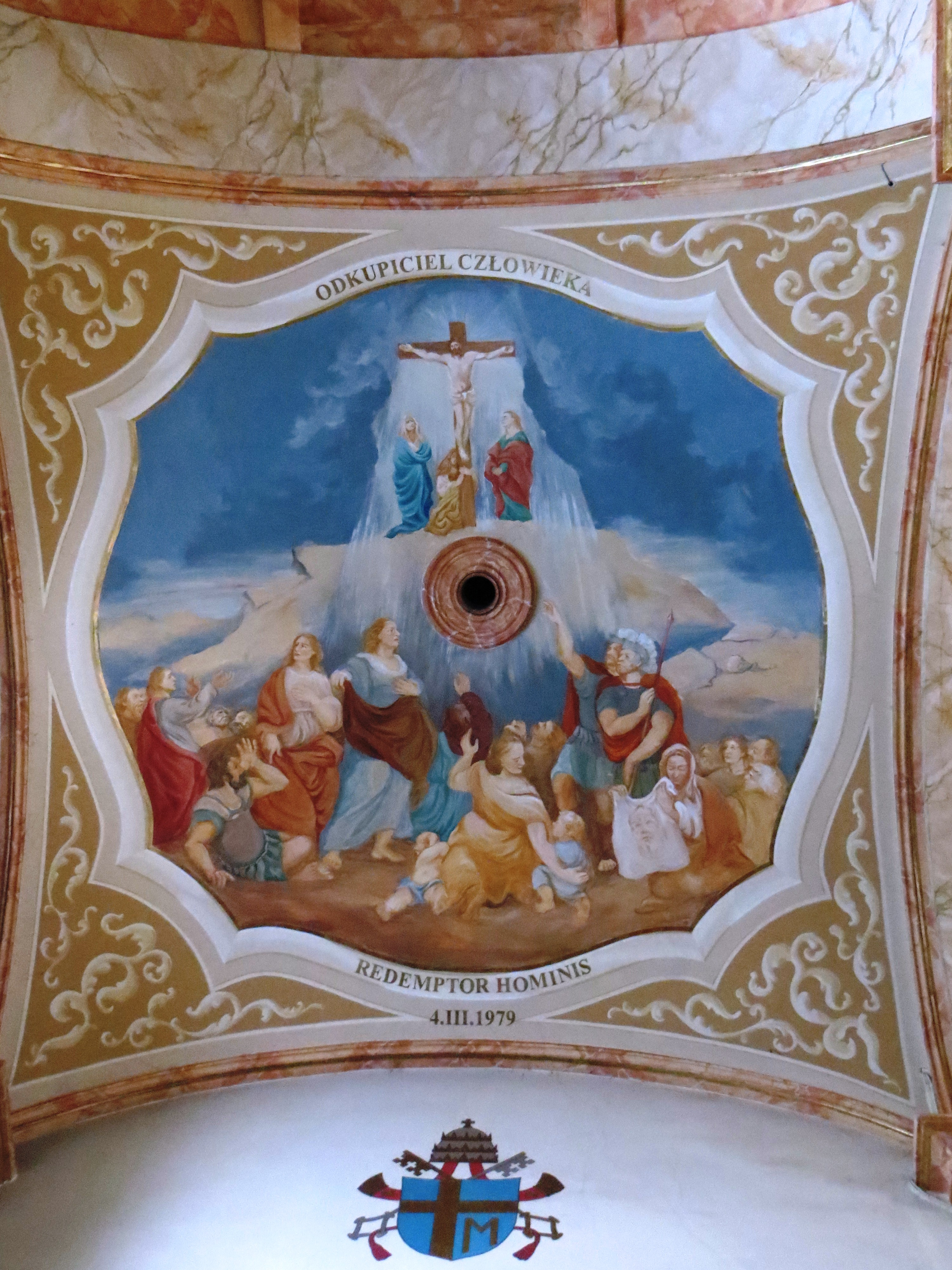
Artystyczna wizja encykliki Redemptor hominis na suficie Bazyliki Ofiarowania Najświętszej Maryi Panny w Wadowicach.

Redemptor hominis (łac. Odkupiciel człowieka) – pierwsza encyklika papieża Jana Pawła II, ogłoszona 4 marca 1979 i poświęcona Jezusowi Chrystusowi jako Odkupicielowi.
Wagę encykliki wyznaczają dwa aspekty. Pierwszy wynika z tego, że był to dokument programowy pontyfikatu, drugi natomiast z tego, że była to pierwsza w historii encyklika z zakresu antropologii teologicznej.
Redemptor Hominis, jako dokument programowy pontyfikatu, porusza wszystkie elementy, o których papież mówił w homilii wygłoszonej w czasie mszy inauguracyjnej, a które zawarte zostały w zawołaniu Otwórzcie drzwi Chrystusowi, w wizji oczekiwania na nadchodzące nowe tysiąclecie, a także w zapowiedzi wypełnienia postanowień Soboru Watykańskiego II. Późniejsza realizacja przyjętych w encyklice założeń ułatwia interpretację dokumentu, a sam papież z wydanej w 1994 adhortacji Tertio millennio adveniente nazywa swą pierwszą encyklikę kluczem hermeneutycznym pontyfikatu. W tym samym roku w wywiadzie z Vittorio Messorinim pt. Przekroczyć próg nadziei papież powiedział o encyklice:

Jej treść przyniosłem właściwe z sobą. Musiałem tylko niejako przepisać z pamięci i doświadczenia to, czym żyłem u progu pontyfikatu. Podkreślam to, ponieważ Encyklika stanowi potwierdzenie z jednej strony tradycji szkół teologicznych, z których wyszedłem, z drugiej zaś, stylu duszpasterstwa, do którego się odwołuję. Tajemnica Odkupienia jest tutaj widziana oczyma wielkiej odnowy człowieka i wszystkiego, co ludzkie. Tak to widział Sobór, zwłaszcza w Gaudium et spes.

## Adres
Encyklika Redemptor hominis Ojca Świętego Jana Pawła II, w której u początku swej pasterskiej posługi zwraca się do Czcigodnych Braci w biskupstwie, do kapłanów, do rodzin zakonnych, do Drogich Synów i Córek Kościoła oraz do wszystkich ludzi dobrej woli.

## Treść
Encyklika składa się z 4 rozdziałów.

### Dziedzictwo
Pierwsze zdanie ukierunkowuje na rozumienie odkupienia jako relacji osobowej pomiędzy Chrystusem a indywidualnym człowiekiem, będącej jednocześnie punktem odniesienia dla czasu i przestrzeni. Zastosowanie liczby pojedynczej wyrazu człowiek (hominis) jest rozwiązaniem, przez które papież chciał uniknąć pojęć abstrakcyjnych (ludzkość) koncentrując się na indywidualności odkupienia. Na samym początku też użyte zostaje pojęcie nowy adwent mające określić czas przygotowania na rok 2000.
Dalej, papież przez wyjaśnienie dotyczące imienia, które wybrał, nawiązuje do realizacji postanowień Soboru Watykańskiego II i trzech papieży, którzy bezpośrednio poprzedzali jego pontyfikat. Szczególnie więcej uwagi poświęca analizie eklezjologicznej encykliki Pawła VI Ecclesiam suam oraz myśli ekumenicznej Jana XXIII.

### Tajemnica odkupienia
Drugi rozdział jest odpowiedzią na retorycznie postawione pytanie: w jaki sposób postępować drogami wytoczonymi przez Sobór? Odpowiedzią, na którą wskazuje papież, jest uświadomienie sobie, że Chrystus jest Odkupicielem człowieka i świata. Dokonując teologicznej analizy papież rozpatruje odkupienie w kilku płaszczyznach: współczesnego świata, dzieła trynitarnego, godności i wolności człowieka, fenomenu religii oraz roli Kościoła.

### Człowiek odkupiony i jego sytuacja w świecie współczesnym
Trzeci rozdział jest wykładem antropologii teologicznej. Papież zwraca w nim uwagę na indywidualny charakter relacji człowiek-Chrystus. 
Przeprowadza analizę postępu technicznego i rozwoju cywilizacyjnego oraz przedstawia korzyści i zagrożenia, które z tego wynikają. Podobnej analizie poddaje współczesne systemy prawne i moralne. Ważnym elementem jest również podkreślenie służebnej roli Kościoła wobec człowieka.

### Posłannictwo Kościoła i los człowieka
Ostatni rozdział stanowi poniekąd praktyczne wskazówki dla Kościoła wynikające z powyższych analiz. W tym miejscu papież wspiera się przede wszystkim nauczaniem ojców soboru watykańskiego II i zwraca uwagę na to, że Kościół jest społecznie odpowiedzialny za głoszenie prawdy Bożej, tzn. powinien zachowywać to, co głosi. Wszyscy członkowie Kościoła powołani są do służby i umacniania swych relacji z Jezusem przez sakramenty, zwłaszcza przez Eucharystię i pokutę.

## Katechizm
W Katechizmie Kościoła Katolickiego wydanym w 1992 encyklika Redemptor hominis została wykorzystane dwukrotnie. W punkcie 519 zostało przytoczone zdanie Całe bogactwo Chrystusa jest przeznaczone dla każdego człowieka, ono jest dobrem każdego człowieka. Natomiast zawarte w punkcie 783 wezwanie do obowiązku posłannictwa i służby ludu Bożego, powołuje się na czwarty rozdział encykliki.